# Lymfoplasmacytair lymfoom
Het lymfoplasmacytair lymfoom (LPL) is een mild-kwaadaardig non-hodgkinlymfoom (lymfeklierkanker). Wanneer het beenmerg betrokken is bij de aandoening en een overmaat aan immunoglobuline M (monoklonale gammopathie) aanwezig is in het serum, dan is sprake van de ziekte van Waldenström.
LPL is net als de ziekte van Waldenström (nog) niet te genezen.